# Noel Buck
Noel Arthur Coleman Buck (Arlington, Massachusetts, 5 de abril de 2005) es un futbolista futbolista británico de origen estadounidense. Juega de mediocentro en San Jose Earthquakes de la Major League Soccer.

## Trayectoria
Debutó como profesional el 13 de agosto de 2022, ingresó al minuto 63 para enfrentar a D.C. United y ganaron 1-0 en el Gillette Stadium.
El 4 de septiembre convirtió su primer gol oficial, fue ante New York City, conjunto al que derrotaron 3-0. Con 17 años y 152 días se convirtió en el segundo futbolista más joven del club en convertir.
En su primera temporada como profesional jugó 7 partidos y convirtió 1 gol, su equipo finalizó el torneo en décimo lugar.
Tras más de 50 partidos con el club estadounidense, a fines de agosto de 2024 fue cedido al Southampton Football Club para jugar en la reserva.

## Selección nacional
Ha sido internacional con la selección de fútbol de Inglaterra en las categorías sub-19 y sub-20.
En el año 2019 fue convocado a la selección sub-14 de Estados Unidos, para entrenar junto a más de 70 jugadores en un campamento. En julio de 2022 volvió a ser convocado, esta vez para entrenar con la sub-19 estadounidense.
Fue convocado por primera vez por la selección inglesa el 1° de septiembre de 2023, para entrenar en la categoría sub-19 y estar a la orden den dos amistosos internacionales. Debutó con Inglaterra el 6 de septiembre, fue en un amistoso contra Alemania pero perdieron 1-0. Tres días después jugaron ante Suiza, convirtió un gol y ganaron 2-4.
El 14 de octubre debutó en un partido oficial con Inglaterra, fue en la clasificación a la Eurocopa Sub-19, jugó los minutos finales contra Gales y empataron 1-1.

## Estadísticas

### Clubes
Actualizado al último partido citado el 11 de mayo de 2025.
| Club                                  | Div.          | Temporada     | Liga  | Liga  | Liga   | Copas nacionales | Copas nacionales | Copas nacionales | Copas internacionales | Copas internacionales | Copas internacionales | Total | Total | Total  |
| Club                                  | Div.          | Temporada     | Part. | Goles | Asist. | Part.            | Goles            | Asist.           | Part.                 | Goles                 | Asist.                | Part. | Goles | Asist. |
| ------------------------------------- | ------------- | ------------- | ----- | ----- | ------ | ---------------- | ---------------- | ---------------- | --------------------- | --------------------- | --------------------- | ----- | ----- | ------ |
| New England Revolution Estados Unidos | 1.ª           | 2022          | 7     | 1     | 0      | -                | -                | -                | -                     | -                     | -                     | 7     | 1     | 0      |
| New England Revolution Estados Unidos | 1.ª           | 2023          | 27    | 3     | 1      | 1                | 0                | 0                | 4                     | 0                     | 0                     | 32    | 3     | 1      |
| New England Revolution Estados Unidos | 1.ª           | 2024          | 13    | 1     | 1      | -                | -                | -                | 5                     | 0                     | 0                     | 18    | 1     | 1      |
| New England Revolution Estados Unidos | 1.ª           | 2025          | 2     | 0     | 0      | -                | -                | -                | -                     | -                     | -                     | 2     | 0     | 0      |
| New England Revolution Estados Unidos | Total club    | Total club    | 49    | 5     | 2      | 1                | 0                | 0                | 9                     | 0                     | 0                     | 59    | 5     | 2      |
| San Jose Earthquakes Estados Unidos   | 1.ª           | 2025          | 2     | 0     | 0      | 1                | 0                | 0                | -                     | -                     | -                     | 3     | 0     | 0      |
| San Jose Earthquakes Estados Unidos   | Total club    | Total club    | 2     | 0     | 0      | 1                | 0                | 0                | 0                     | 0                     | 0                     | 3     | 0     | 0      |
| Total carrera                         | Total carrera | Total carrera | 51    | 5     | 2      | 2                | 0                | 0                | 9                     | 0                     | 0                     | 62    | 5     | 2      |
| 1. 2.                                 |               |               |       |       |        |                  |                  |                  |                       |                       |                       |       |       |        |

### Selección
Actualizado al último partido citado el 11 de junio de 2024.
| Selección         | Temporada         | Continental | Continental | Continental | Mundial | Mundial | Mundial | Amistosos | Amistosos | Amistosos | Total | Total | Total  |
| Selección         | Temporada         | Part.       | Goles       | Asist.      | Part.   | Goles   | Asist.  | Part.     | Goles     | Asist.    | Part. | Goles | Asist. |
| ----------------- | ----------------- | ----------- | ----------- | ----------- | ------- | ------- | ------- | --------- | --------- | --------- | ----- | ----- | ------ |
| Sub-19 Inglaterra | 2023-24           | 1           | 0           | 0           | —       | —       | —       | 7         | 1         | 0         | 8     | 1     | 0      |
| Sub-19 Inglaterra | Total sel.        | 1           | 0           | 0           | 0       | 0       | 0       | 7         | 1         | 0         | 8     | 1     | 0      |
| Sub-20 Inglaterra | 2024              | —           | —           | —           | —       | —       | —       | 2         | 0         | 1         | 2     | 0     | 1      |
| Sub-20 Inglaterra | Total sel.        | 0           | 0           | 0           | 0       | 0       | 0       | 2         | 0         | 1         | 2     | 0     | 1      |
| Total selecciones | Total selecciones | 1           | 0           | 0           | 0       | 0       | 0       | 9         | 1         | 1         | 10    | 1     | 1      |
| 1.                |                   |             |             |             |         |         |         |           |           |           |       |       |        |